# Ludovico Ludovisi
Ludovico Ludovisi (Bologna op 22 of 27 oktober 1595 - 18 november 1632) was een Italiaans kardinaal van de Katholieke Kerk en staatsman. Hij was een kunstkenner die een beroemde collectie van antiquiteiten bijeenbracht. De verzameling, later de Boncompagni-Ludovisi-collectie genoemd, werd in en rond de Villa Ludovisi in Rome ondergebracht.
Zijn macht en rijkdom waren te danken aan zijn oom, paus Gregorius XV, ook een Ludovisi, die zijn nepoot hoge kerkelijke functies en grote inkomsten bezorgde.

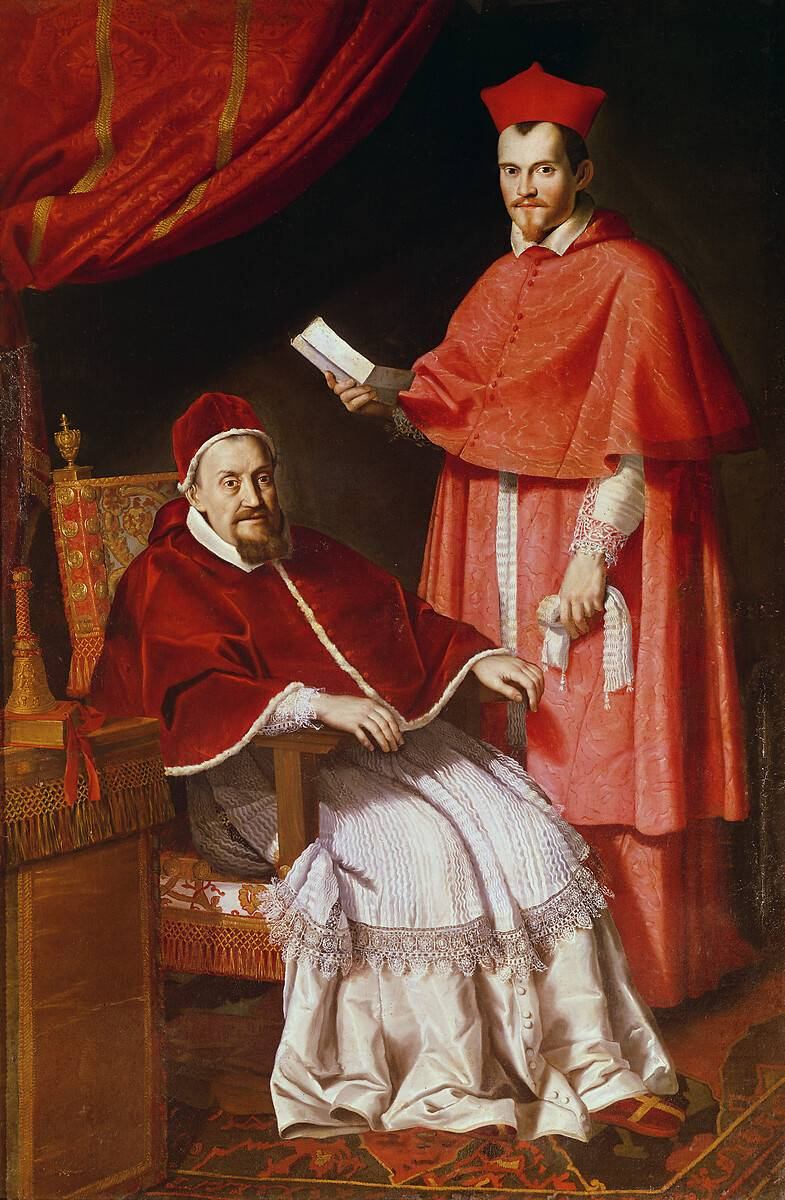
Oom en neef; Ludovico Ludovisi met paus Gregorius XV
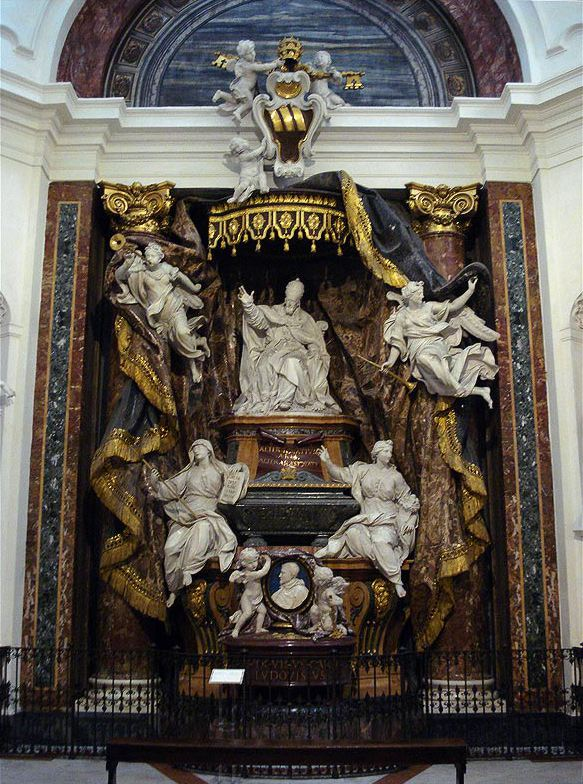
Het gedeelde grafmonument van Gregorius XV en Ludovico Ludovisi

- Biblioteca Nacional de España: XX5843273
- Bibliothèque nationale de France: cb120504566 (data)
- Gemeinsame Normdatei: 124585183
- International Standard Name Identifier: 0000 0001 0910 2976
- Library of Congress Control Number: no2010006531
- Nationale Bibliotheek van Polen: a0000002718211
- Nederlandse Thesaurus van Auteursnamen: 24096957X
- RKD-Nederlands Instituut voor Kunstgeschiedenis: 489485
- Istituto Centrale per il Catalogo Unico: UM1V009518
- SNAC: w6br8z3g
- Système universitaire de documentation: 028728483
- Virtual International Authority File: 66485493
- WorldCat: E39PBJv8CCTgBR9gpyYjQw74MP